# Улица Кирова (Вологда)
У́лица Ки́рова (бывшая Малая Обуховская улица) — улица в Вологде, расположенная в историческом районе Верхний Посад. Проходит между улицей Мира (начало улицы перекрыто домом № 42 по улице Мира) и Октябрьской улицей (в районе железнодорожной платформы 497-й километр).

## История
Заселение территории, где расположена современная улица Кирова связано с образованием в XVI—XVII веках Обуховской слободы (название происходит от слова «обух») Вологды. В слободе селились кузнецы и пошевники (мастеровые, изготовлявшие сани). Сама улица существует с 1629 года.
Впоследствии улицы, расположенные в районе Обуховской слободы получили название Обуховских (Обуховская улица — с 1991 года в составе Благовещенской улицы , Обуховская Дворянская улица — с 1918 года в составе Октябрьской улицы и Малая Обуховская — с 1936 улица Кирова). 9 мая 1936 Малая Обуховская улица была переименована в улицу Кирова.
До 1970-х — 1980-х годов на улице сохранялась характерная для Вологды деревянная застройка.

## Благоустройство и транспорт
Водопровод на улицу провели в 1920 году и установили две водоразборные будки. Движение общественного транспорта не осуществляется. До введения в эксплуатацию Ленинградского моста по улице Кирова на всём её протяжении осуществлялось движение автобусов (далее — через железнодорожные переезды в посёлок Октябрьский).
До момента ввода в эксплуатацию Ленинградского моста улица Кирова являлась выездом из города в западном направлении с дальнейшим выходом на нынешнюю улицу Преображенского и далее на нынешнюю автодорогу А114.
В период 1970-х — 2000-х время на улице были снесены практически все деревянные дома (за исключением домов № 31/42, 32/40, 33), в том числе деревянные памятники архитектуры и улица была застроена жилыми пятиэтажными кирпичными домами типовых серий. Первым домом типовой серии, построенным на улице Кирова, стал дом № 22 (в начале 1970-х гг).

## Здания и сооружения

### По нечётной стороне
| Логотип конкурса «Вики любит памятники» | Объект культурного наследия: № 3500047000 |

| Логотип конкурса «Вики любит памятники» | Объект культурного наследия: № 3500048000 |

| Логотип конкурса «Вики любит памятники» | Объект культурного наследия: № 3510036000 |

### По чётной стороне
| Логотип конкурса «Вики любит памятники» | Объект культурного наследия: № 3500000855 |

| Логотип конкурса «Вики любит памятники» | Объект культурного наследия: № 3510033000 |

| Логотип конкурса «Вики любит памятники» | Объект культурного наследия: № 3510035000 |